# Whiteheadia
Whiteheadia é um género botânico pertencente à família Asparagaceae.